# Kasachische Bibliothek
Die Kasachische Bibliothek (kasachisch Қазақстан жолы) ist ein Projekt der Verlagshäuser Dağyeli, Önel und Schiler, worin bedeutende Werke kasachischer Schriftsteller in überarbeiteter deutscher Übersetzung vorgestellt werden. Die Neuauflagen der Bücher kasachischer Schriftsteller beinhalten ein weites Spektrum der kasachischen Literatur.
Seit 2006 wird die Kasachische Bibliothek mit Unterstützung der Botschaft von Kasachstan in deutscher Sprache veröffentlicht.
An der Präsentation des kasachischen Bibliotheksprojektes unter dem Motto „25 Jahre Unabhängigkeit Kasachstans - 25 Bücher der Kasachischen Bibliothek“ nahm Kuatzhan Ualiyev (der Minister für Kultur und Sport der Republik Kasachstan) im Rahmen der internationalen Buchmesse in Frankfurt am Main teil.
Zu den Büchern der kasachischen Reihe zählen zwei des damaligen kasachischen Präsidenten Nursultan Nasarbajew (Im Herzen Eurasiens; Kasachstans Weg) sowie die Bücher bedeutender kasachischer Schriftsteller. Ziel des Projektes ist es, die kasachische Kultur und Werke kasachischer Schriftsteller in Deutschland und Europa bekannt zu machen.
Die folgende Übersicht erhebt keinen Anspruch auf Aktualität oder Vollständigkeit.

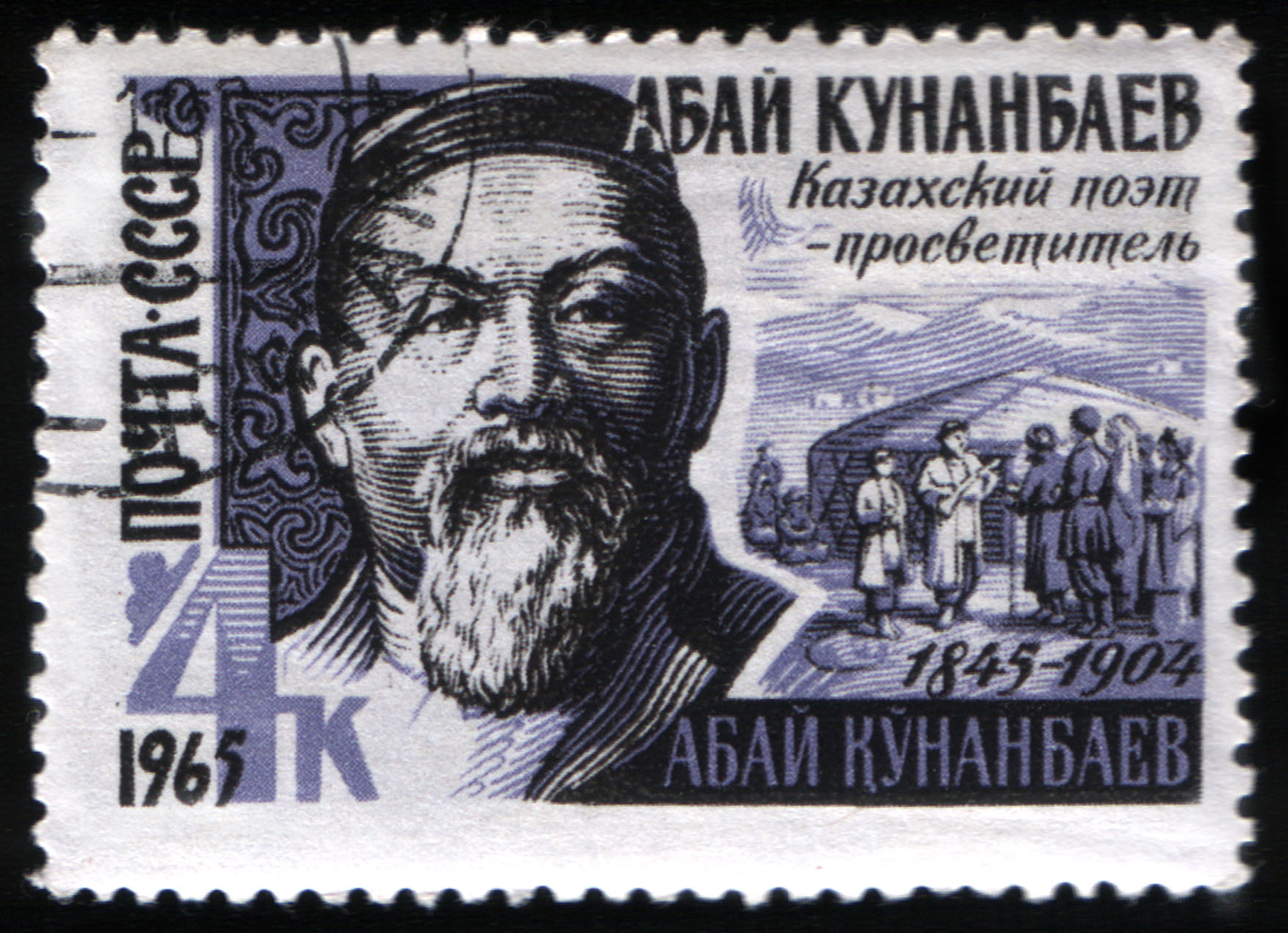
Abai Kunanbajew auf einer sowjetischen Briefmarke (1965)

## Übersicht (Auswahl)
- Abai Kunanbajew – Zwanzig Gedichte. Herold Belger (Herausgeber/-in, Vorwort, Kommentator), Leonhard Kossuth (Nachwort). Önel-Verlag, 2007, ISBN 978-3-939372-06-6.
- Abai Kunanbajew: Über Jahr und Tag. Muchtar Auesow, Ruprecht Willnow (Übersetzer). Hans Schiler Verlag, 2014, ISBN 978-3-89930-263-9 (Über das Leben des Abaj. Verlag Hans Schiler)
- Abai: Vor Tau und Tag. Hilde Angarowa (Übersetzerin), Muchtar Auesow. Hans Schiler Verlag, 2010  // Muchtar Auesow. Vor Tau und Tag (Teil 1&2) ISBN 978-3-89930-262-2. (Teil 3 & 4)
- Muchtar Auesow: Aufstand der Sanftmütigen. Eckhard Thiele (Übersetzer) Dağyeli, 2007 //  Muchtar Auesow. Aufstand der Sanftmütigen (Erzählung) (Dagyeli) Berlin ISBN 978-3-935597-48-7 (Originaltitel: Qily Zaman)
- Tachawi Achtanow:[4] Beichte der Steppe (Erzählung). Arno Specht (Übersetzer). Önel-Verlag, 2008, ISBN 978-3-939372-09-7.
- Mukaghali Makatayev: Berge sind Legende. Mario Pschera (Nachwort, Übersetzer), Walerija Weiser (Übersetzung). Dağyeli, 2014
- Abisch Kekilbajew:[5] Das Minarett. Kristiane Lichtenfeld (Autorin). Önel, Köln 2006, ISBN 3-933348-95-1 (Originaltitel: Аңыздың ақыры [Angyzdyng aqyry])
- Abdishamil Nurpeissow: Der sterbende See (Roman). Annelore Nitschke (Übersetzerin). Dağyeli, 2006, ISBN 3-935597-47-9.
- Dükenbai Dosshanow:[6] Die Seidenstraße. Ruprecht Willnow (Übersetzer). Hans Schiler Verlag, 2013
- Iljas Esenberlin: Nomaden – Romantrilogie (Orig.: Кочевники)
  - Erstes Buch: Fluch des Schwertes. Iljas Esenberlin, Simone Peil (Übersetzerin). Hans Schiler Verlag, 2011, ISBN 978-3-89930-361-2.
  - Zweites Buch: Die letzte Stunde. Iljas Esenberlin, Simone Peil (Übersetzerin). Hans Schiler Verlag, 2011, ISBN 978-3-89930-362-9.
  - Drittes Buch: Die Rückkehr des Khans. Iljas Esenberlin, Simone Peil (Übersetzerin) Hans Schiler Verlag, 2012, ISBN 978-3-89930-363-6.
- Oralhan Bökeyev: Züge ziehen vorüber. Gulnara Tasbekova (Übersetzung). Dağyeli, 2007
- Oljas Süleymenov:[7] »Eine Minute Schweigen am Rande der Welt«. Walerija Weiser (Übersetzung) Dağyeli, 2009, ISBN 978-3-935597-51-7 (Originaltitel: Минута молчания на краю света [Minuta molčanija na kraju sveta])
- Herold Belger. Das Haus der Heimatlosen (Roman) (Schiler) Berlin 2009, ISBN 978-3-89930-261-5 (Originaltitel: Дом скиталца [Dom skitalca])
- Akseleu Sejdimbekow:[8] Alpamys und Baischubar.[9] 2016